# Sigurd Lie

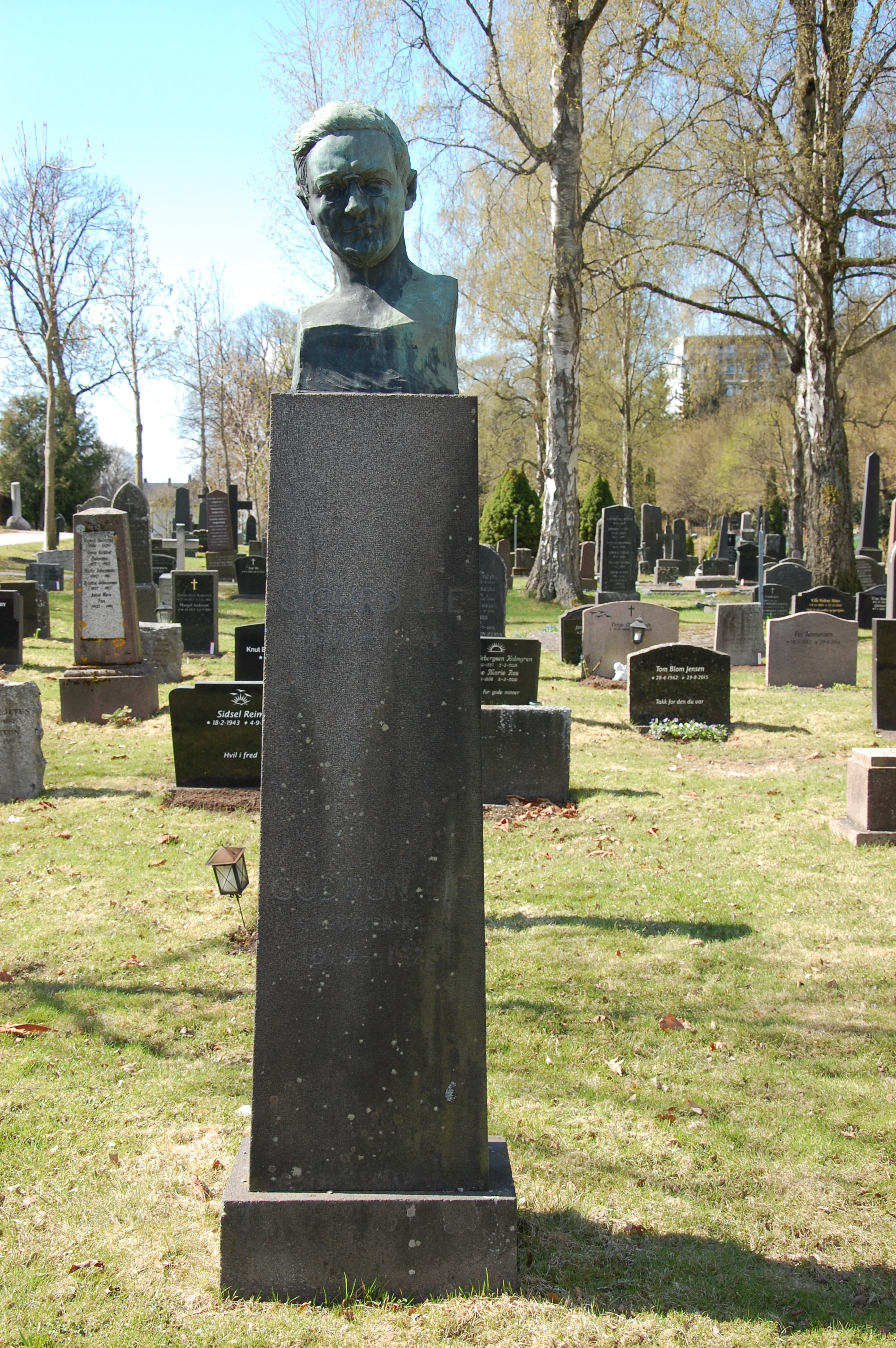
Sigurd Lie síremléke az osloi Mi Megváltónk temetőben

Sigurd Lie (1871. május 23., Drammen, Norvégia – 1904. szeptember 30., Kristiania (ma: Oslo), Norvégia) norvég késő romantikus zeneszerző, karmester, hegedűművész. Nagybátyja, a híres matematikus Sophus Lie volt.

## Élete
Az Oslotól 40 km-re délnyugatra fekvő Drammenben született. Édesapja Fredrik Gill Lie, édesanyja Amalie Konstanse Nielsen, testvérei Dorothea Hidmann-Lie és a későbbi legfőbb királyi bíró Johan Herman Lie, nagybátyjai a matematikus Sophus Lie és a fizikus Olaus Fredrik Sand Vogt, unokatestvére a geológus Johan Herman Lie Vogt voltak. Ifjúsága jelentős részét az ország déli végében fekvő kikötővárosban, Kristiansandban töltötte, ezért egész életében szoros kapcsolat fűzte a Sørlandet régióhoz. Itt a székesegyház iskolájában tanult, ahol a katedrális orgonistájától, Friedrich August Rojahntól, zeneelméletet és hegedülni tanult.
Bár eredetileg azért utazott 1889-ben a fővárosba, Kristianiába, hogy matematikát tanuljon az egyetemen, ehelyett inkább zenei tanulmányait folytatta tovább a Lindeman család zeneiskolájában, ahol Peter Brynie Lindemantól és Iver Holtertől zeneszerzést, Gudbrand Bøhntől hegedülni tanult. Hogy eltartsa magát a városi színház zenekarában és különböző éttermekben hegedült. 1891 és 1893 között a Lipcsei Konzervatóriumban Carl Reinecke, Wilhelm Rust és Arno Franz Hilf növendéke volt. 1892-93 fordulóján a Hals Testvérek Kiadóvállalata kiadta 10 dalát és 4 zongoraművét. A dalok szövegét  Vilhelm Krag írta, aki gyermekkoruktól kezdve Sigurd élete végéig nagyon jó barátja volt. Rövid oslói kitérő után 1894-95-ben ösztöndííjal Berlinben képezhette magát tovább, ahol mestere Heinrich Urban volt.
1895-től 1898-ig a bergeni Harmónia Zenei Társaság (Musikselskabet Harmonien) koncertmestere volt, melynek vezető karmestere ebben az időszakban, a szintén drammeni születésű Johan Halvorsen volt. Utána Oslóba költözött, ahol először, 1898-99-ben a magántulajdonban lévő Fahlstrøm Színház koncertmestere, majd a Kereskedelmi Állandó Énektársaság (Handelstend Sangforeing) vezető karmestere lett, utóbbinál Olaus Andreas Grøndahl helyét vehette át. 1903. október 20-án feleségül vette Gudrun Bødtker-Næsst (1987-1923), Ludolf Johan Eide Næs és Aminda Caroline Bødtker lányát. 1904-ben hunyt el tuberkulózis következtében. Az osloi Mi Megváltónk temetőben helyezték végső nyugalomra.

## Művei
| Magyar cím                                                | Eredeti cím                                               | Szöveg                                                             | Keletkezés              | Megjegyzés |
| Énekhangra és zongorára                                   | Énekhangra és zongorára                                   | Énekhangra és zongorára                                            | Énekhangra és zongorára | Énekhangra és zongorára |
| --------------------------------------------------------- | --------------------------------------------------------- | ------------------------------------------------------------------ | ----------------------- | --- |
| Hat dal Vilhelm Krag verseire                             | Seks Sange til Tekster af Vilhelm Krag                    | Vilhelm Krag                                                       | 1892                    | 1. Græd kun du blege 2. Valborgsnat 3. Der skreg en Fugl 4. Alverden skal synge 5. Jeg vil sadle 6. Hel mig mine Strenge                                            |
| Négy dal Vilhelm Krag és Theodor Caspari verseire         | Fire Sange af Vilhelm Krag og Theodor Caspari             | Vilhelm Krag Theodor Caspari                                       | 1893                    | 1. Min Maidags Brud 2. Bestikkelse 3. Jeg havde begravet 4. Sommerkveld                                                                                             |
| Hat dal                                                   | Seks Sange                                                | Nils Collett Vogt Sigbjørn Obstfelder Vilhelm Krag Theodor Caspari | 1896                    | 1. Nyt Liv (N.C.V.) 2. Han saar (S.O.) 3. December (V.K.) 4. Moderens Vuggesang (V.K.) 5. Jeg gjemmer en undersød Drøm (N.C.V.) 6. Heiloen (T.C.)                   |
| Öt dal Per Sivle verseire                                 | Fem Sange til Tekster af Per Sivle                        | Per Sivle                                                          | 1897                    | 1. Solkverv 2. Ljos 3. Vaar-Von 4. Haust 5. Heim |
| A játékoshoz                                              | Per Spillemand                                            | Norvég népdal                                                      | 1899                    | |
| Hó                                                        | Sne                                                       | Helge Rode                                                         | 1899                    | |
| Meg akartam nyerni                                        | Jeg vilde sadle                                           | Vilhelm Krag                                                       | 1900                    | |
| Három dal Helge Rode Királyfiak ciklusából                | Tre Sange af “Kongesønner” af Helge Rode                  | Helge Rode                                                         | 1902                    | 1. Vuggesang 2. Midtsommersang 3. Det var en Dag saa let og lys |
| Hét dal Idar Handagard verseire                           | Syv Sange til Tekster af Idar Handagard                   | Idar Handagard                                                     | 1903                    | 1. Det er Vaar 2. Du Solguld over Jorden 3. Skjær er din Hud 4. Hav og Fjeld Solskinsdus 5. Det er som nynnende Sange 6. Sommermorgen                               |
| Sub rosa dalok Idar Handagard verseire                    | Sange sub rosa af Idar Handagard                          | Idar Handagard                                                     | 1904                    | 1. Jeg drages didhen 2. Det er at fare i svarten Skog 3. At hvile Hodet ved din Barm 4. Om ikke jeg var i din Tanke 5. Dit Haar det er Natten 6. Hav 7. Over Vidden |
| Sollaug                                                   | Sollaug                                                   | Idar Handagard                                                     | 1904                    | |
| Wartburg                                                  | Wartburg                                                  | Theodor Caspari                                                    | 1904                    | |
| Vesztegetés                                               | Bestikkelse                                               | Theodor Caspari                                                    | 1904                    | |
| Utolsó románc                                             | Sidste Romancer                                           | Idar Handagard                                                     | 1905 (kiadás)           | 1. Hvil 2. Du Solens Lys 3. Du Kveld |
| Mint a fehér sas szárnyalni                               | Som hvitørn at seile                                      | Idar Handagard                                                     | 1904                    | |
| Nyár                                                      | Sommer                                                    | Helge Rode                                                         |                         | |
| És a virágok nem illatoznak, illatoznak                   | Og Blomsterne dufter og dufter dog ikke                   | Nils Collett Vogt                                                  |                         | |
| Aladdin altatódala                                        | Aladdins vuggevise                                        | Adam Oehlenschläger                                                |                         | |
| Férfikarra                                                |                                                           |                                                                    |                         | |
| Bautar                                                    | Bautar                                                    | Per Sivle                                                          | 1896                    | |
| Három Peer Gynt dal                                       | Tre Peer Gyntske Viser                                    | Theodor Caspari                                                    | 1898                    | 1. Firkanten 2. Nils Vadsenden og Søormen 3. Per Spillemand |
| Szent Iván éj                                             | Midsommersnat                                             | Theodor Caspari                                                    | 1899                    | |
| Két dal                                                   | To Sange                                                  | Sven Moren                                                         | 1899                    | 1. Fela 2. Vår |
| Bøn                                                       | Bøn                                                       | Sven Nilssen                                                       | 1904                    | |
| Madárröptű vágy                                           | Flytfugl-Længsler                                         | Idar Handagard                                                     | 1904                    | |
| Újévi hazugságok                                          | Nyttårsløyer                                              | Theodor Caspari                                                    | 1904                    | 1. Jeg stod i Skogen 2. Gangar 3. Jubilate 4. Haredans 5. Huskomhei 6. Ugleskrig                                                                                    |
| norvág diákinduló                                         | Norsk Studentermarsch                                     | Theodor Caspari                                                    | 1904                    | |
| Énekes köszöntő                                           | Sangerhilsen                                              |                                                                    | 1905 (kiadás)           | |
| Az éjféli nap alatt                                       | Under Midnatssol                                          |                                                                    | 1912 (kiadás)           | |
| Erling Skjalgsson                                         | Erling Skjalgsson                                         | Per Sivle                                                          | 1897                    | |
| Vegyeskarra                                               |                                                           |                                                                    |                         | |
| Kantáta a bergeni kiállítás 1898. május 16-i megnyitójára | Kantate ved aabningen af Bergensudstillingen 16. Mai 1898 | Johan Bøgh                                                         | 1898                    | |
| Énekes köszöntő                                           | Sangerhilsen                                              |                                                                    | 1907 (kiadás)           | A férfikarra írodott mű átdolgozása |
| Hegedűre és zongorára                                     |                                                           |                                                                    |                         | |
| Az anya bolcsődala                                        | Moderens Vuggesang                                        |                                                                    | 1897                    | |
| Két norvég tánc                                           | To norske Danse                                           |                                                                    | 1899                    | 1. Allegretto grazioso 2. Allegretto con fuoco |
| Alfedans                                                  | Alfedans                                                  |                                                                    | 1907 (kiadás)           | |
| Hegedűre és zenekarra                                     |                                                           |                                                                    |                         | |
| Üdvözlettel Ellandnak                                     | Huldra aa'n Elland                                        |                                                                    | 1896                    | |
| Koncertdarab                                              | Konsertstykke                                             |                                                                    |                         | |
| Zongoraművek                                              |                                                           |                                                                    |                         | |
| Négy zongoradarab                                         | Fire Pianostykker                                         |                                                                    | 1893                    | 1. Vuggevise 2. Stemning 3. Vise 4. Alfedans |
| A nagy fehér nyáj, parafrázis                             | Den store hvide Flok, Parafrase                           |                                                                    | 1904                    | Finn Bolt álnéven |
| Szezonális képek                                          | Årstidsbilder                                             |                                                                    |                         | 1. Sommerminder 2. Høststemning 3. Julemorgen 4. Vaarjubel |
| Zenekari művek                                            |                                                           |                                                                    |                         | |
| Szimfonikus induló                                        | Symfonisk marsch                                          |                                                                    | 1899                    | |
| Keleti szvit                                              | Orientalsk suite                                          |                                                                    | 1899                    | |
| 1. a-moll szimfónia                                       | Symfoni i a-moll                                          |                                                                    | 1903                    | 1. Allegro con fuoco 2. Andante cantabile 3. Allegretto Scherzando 4. Allegro vivace                                                                                |
| Terje Vigen                                               | Terje Vigen                                               |                                                                    |                         | Henrik Ibsen műve nyomán |
| Kamaraművek                                               |                                                           |                                                                    |                         | |
| B-dúr vonósnégyes                                         | Strykekvintett i B-dur                                    |                                                                    | 1892                    | |
| D-moll vonósnégyes                                        | Strykekvartett i d-moll                                   |                                                                    | 1893                    | |
| Zongoraötös                                               | Klaverkvintett                                            |                                                                    |                         | |

## Diszkográfia
- Ole Olsen, Sigurd Lie, Sigurd Islandsmoen; Kristiansand Chamber Orchestra – A Norwegian Rendezvous II – Music From The Romantic Period (CD, Intim Musik, 2002)
- Sverre Bruland, Johan Svendsen, Iver Holter, Sigurd Lie – Norvegiana – Radio performances (CD, ArtMed AS, 2002)

## További hivatkozások
- Kristiansandi Szomfonikus Zenekar, vezényel: Terje Boye Hansen: A-moll szimfónia. youtube.com
- Kristiansandi Szomfonikus Zenekar, vezényel: Terje Boye Hansen, hegedű: Terje Tønnesen: Koncertdarab hegedűre és zenekarra. youtube.com
- Átirat: Rolf Gupta, mezzoszoprán: Kirsten Flagstad: Hó. youtube.com
- Kristiansandi Szomfonikus Zenekar, vezényel: Terje Boye Hansen, bariton: Frode Olsen: Wartburg. youtube.com
- Sigurd Lie. International Music Score Library Project